# Wróblowy Kierz
Wróblowy Kierz (niem. Frobel busch) – wzniesienie 486 m n.p.m. w południowo-zachodniej Polsce w Sudetach Wschodnich, w Masywie Śnieżnika – Krowiarkach.

## Położenie i charakterystyka
Wzniesienie położone w Sudetach Wschodnich, w północno-zachodniej części Masywu Śnieżnika,  w północno-zachodnim  grzbiecie odchodzącym od Śnieżnika, w północnej części Krowiarek, około 2 km, na południowy zachód od miejscowości Trzebieszowice. Położone jest w głównym grzbiecie Krowiarek pomiędzy Skałeczną na południu, a Przełęczą Romanowską, która oddziela je od masywu Sędzisza, na północnym zachodzie.
Jest to niezbyt wybitna kulminacja wznosząca się od wschodu nad szosą z Nowego Waliszowa do Trzebieszowic przez Przełęcz Romanowską.
Na zachód od wzniesienia leży miejscowość Romanowo.

## Budowa geologiczna
Wzniesienie  zbudowane ze skał metamorficznych należących do metamorfiku Lądka i Śnieżnika, głównie łupków łyszczykowych, z drobnymi wkładkami wapieni krystalicznych (marmurów kalcytowych i dolomitowych) serii strońskiej oraz gnejsów.

## Roślinność
Wzniesienie w większości porastają lasy świerkowe i mieszane. Miejscami, zwłaszcza na południowych stokach znajdują się polany zajęte przez pola i łąki.

## Turystyka
Południowo-zachodnimi zboczami wzniesienia przechodzi szlak turystyczny
- żółty – z Żelazna na Przełęcz Puchaczówkę.